# Kneuklid Romance
Kneuklid Romance（ニュークリッドロマンス）は、日本のヴィジュアル系バンド。

## 略歴
1992年結成。ミニアルバム「LINK」でメジャーデビュー。2000年3月に解散が発表された。解散後もメンバー各々で音楽活動を継続している。2009年6月27日に、KISAKIプロデュースの下で一日復活ライブを行った。
2011年11月27日、同じくKISAKIプロデュースの下、連絡が取れなかったYUTAKAに代わり、ボーカルに星七(the Raid.)を迎え、赤坂BLITZにて一日限りの復活ライブを行う。2012年には追加公演ライブを行った。
2018年7月8日、ボーカルにSeth(Moi dix Mois/美良政次)を迎え、目黒鹿鳴館にて行われた『松村達明 追悼LIVE＜GAZ presents「Chain」＞』に出演。
2019年11月16日、『Kneuklid Romance 復活ワンマンライヴ BABYLON 9』をZicro Tokyoにて開催。これ以降、半年ごと程度の集結での活動再開の開始（ただし正式な再結成ではない模様）。

## メンバー
- Vocal：YUTAKA
- Guitar：小笠原健一
- Guitar：TAKUYA
- Bass：TATSUYA
- Drums(サポート)：カエデ (ギャロ)

### 旧メンバー
- 初代Vocal:K
- 二代目Vocal：雪乃
- Guitar：TETSU
- Guitar：JUNA
- Drums：右狂 (Kami)
- Drums：GAZ
- Drums：KYO

### 解散時メンバーについて
- YUTAKA - 解散した同年12月よりコダマユタカとしてソロ活動。コダマックスとしてコダマセントラルステーションを結成、Victorよりメジャーデビュー。2009年のKneuklid Romance1日復活ライブを最後に表立った音楽活動を休止していたが、2019年に復帰し音楽活動を再開。以降ソロおよびコダマセントラルステーション、楽曲提供等、精力的に活動。2023年より小笠原健一と断頭台のメロディーを結成し活動中。
- KENICHI→小笠原健一 - 加入前はMALICE MIZERのManaとKöziが所属していた摩天楼に所属。解散後、2001年よりthe Raindropsを結成。その解散後DOVERMANを結成し活動。2023年よりYUTAKAと断頭台のメロディーを結成し活動中。
- TAKUYA - 加入前はGRIMM THE CAPSULEに所属。解散後、ロックユニットDASEINでサポートを務める。その後、INO HEAD PARKで活動。また、2025年８月にAlpha999,RillyのTAKA（Vo）,Youtuberの円山直流（Sc）、44MAGNUMサポートやダウトの幸樹ソロ等で活躍をしたTOKI(B)、neu:noizのYAMATO（Ds）と共に幻影パラサイトを結成。
- TATSUYA - 加入前はTETSU、GAZらとDaturaで活動。解散後、2001年にOUT-Fits結成。その解散後、元ロビン・クロスビー・バンドのSato FujimotoとHannie Curveを結成。その後ハイパーレンチを結成し活動。2018年、Hannie Curveの一部メンバーに現Shell ShockのOno-Bone（ドラム）、ゴールドブリックの藤井重樹（ボーカル）を加えLo-Gunsを新たに結成し活動。2024年にDistoma(ヂストマ)に加入し活動中。
- KYO - 加入前はSilver-Rose、Merry Go Roundに所属。解散後、ユニットDIET-COKE HEAD BARBIE DREAMSを結成するも解散。その後は音楽活動を引退していたが、2021年10月にdeadmanの眞呼と共にLOA-ROARを結成、名古屋を中心に活動中。

### その他のメンバーについて
- 雪乃 - 脱退後、THE COOL CHIC CHILDの元メンバーらとRadiostarを結成。
- TETSU - 脱退後、デジタルロックユニット・ウイルスをToy'sFactoryからリリース、2000年ASYLUM_(バンド)へ。2011年からは活動の場所をアジアに広げ、香港、上海、マニラ、セブ島などで活動。毎週のイベント「Throw Dub Thursdays」with Ada Dub TORO Takashi Kirihara TatsukiUchida RasTaro Djreiz MackyBrillantes(Motherbasss,Stick Figgas) and B-BoyGarcia(queso,Radioactive Sago Project)でのDJ,VJを担当。VJとしての活動は多数多岐に渡る。アート集団YADOKARIのメンバーでもある。2014年日本へ帰国中。
- 右狂 - 脱退後、1993年にMALICE MIZERに加入し、芸名をKamiに変更。1999年6月21日にくも膜下出血で急逝。
- GAZ - 加入前はMALICE MIZERに所属。脱退後はKENICHIと共にDOVERMANにて活動中。2009年の一時復活時にメンバーとして参加。その後、2011年から2012年の復活ライブにも参加。2017年12月22日、癌により他界。

## タイアップ一覧
| 使用年 | 曲名                 | タイアップ                                                                         |
| ------ | -------------------- | ---------------------------------------------------------------------------------- |
| 1998年 | Fantastic idea       | 日本テレビ系プロレス実況番組『全日本プロレス中継』1998年1月期エンディングテーマ    |
| 1998年 | しあわせにできる権利 | テレビ埼玉『スーパーJリーグマッチ』エンディングテーマ                              |
| 1999年 | ためいき             | 日本テレビ系アニメ『MASTERキートン』エンディングテーマ（第14話 - 第26話）          |
| 1999年 | 月と君と僕の関係     | 日本テレビ系アニメ『MASTERキートン』エンディングテーマ（再放送版：第1話 - 第13話） |
| 1999年 | 月と君と僕の関係     | テレビ埼玉『GO!GO!レッズ』エンディングテーマ                                       |